# عدن محبر (السبرة)

تعديل مصدري - تعديل

عدن محبر محلة تابعة لقرية المحاط، التابعة لعزلة مطاية بمديرية السبرة إحدى مديريات محافظة إب في الجمهورية اليمنية.، بلغ تعداد سكانها 41 حسب تعداد اليمن لعام 2004.